# Martin Krňávek
Martin Krňávek (Ostrov nad Ohří, 11 aprile 1974) è un triatleta ceco.

## Carriera
Nel 1999 ha vinto la medaglia di bronzo ai Campionati europei di Funchal, alle spalle dello svizzero Reto Hug e del connazionale Jan Řehula.
Nel 2003 si è ripetuto vincendo il bronzo al Campionato Europeo di triathlon di Karlovy Vary, stavolta alle spalle dello spagnolo Iván Raña e del connazionale Filip Ospalý.